# Психиатрическая реформа в Италии
Психиатрическая реформа в Италии — реформа психиатрии, связанная с принятием в Италии Закона Базальи в 1978 году и завершившаяся в 1998 году полной ликвидацией системы государственных психиатрических больниц.

## Предыстория
В середине XX века система психиатрической помощи в Италии опиралась на законодательство 1904 года, имевшее свою специфику, малохарактерную для психиатрии ряда других европейских стран: исходя из этого закона психиатрическая больница по сути имела юридический, а не медицинский статус и была предназначена прежде всего для поддержания общественной безопасности, ограждения общества от неугодных и опасных элементов. Закон 1904 года возлагал на психиатрические больницы две функции: опекунско-репрессивную (защита общества от безумцев) и гуманитарно-санитарную (реализация опеки и лечения лиц с психическими расстройствами), причём первая функция была преобладающей:67.
Психиатрические больницы находились в ведении Министерства внутренних дел и подчинялись полиции. Психическое заболевание рассматривалось исключительно в аспекте опасности для общества, многообразия форм психических болезней и их градаций закон не учитывал. Согласно закону, госпитализация обязательно требовала судебного расследования и судебного сопровождения лечения, подобного тому, что предписывалось при лечении преступников, и влекла за собой утрату гражданских свобод — недееспособность пациента. Предписывавшаяся законом структура лечения и содержания пациентов в психиатрической больнице напоминала тюремную:67—68.
Согласно одному из пунктов закона, директор психиатрической больницы лично нёс уголовную ответственность за своих пациентов — в частности, отвечал перед законом за их возможные социально опасные действия после выписки. По этой причине пациентов выписывали нехотя, и психиатрические больницы превращались по сути в тюрьмы с длительными или пожизненными сроками:68. Врачу не составляло труда заявить, что человек проблемен или опасен, после чего его могли удерживать против воли в течение тридцати суток в наблюдательной палате. Если по истечении этого срока пациент продолжал признаваться нездоровым, его переводили в палату для хронически больных, где он мог провести остаток жизни. Покинуть больницу пациент мог исключительно по решению суда. Если его выпускали, он не мог работать в государственных учреждениях, а его имя включалось в специальный полицейский список.
Условия содержания в середине XX века во многих психиатрических лечебницах Италии оставляли желать лучшего, а персонал подбирался большей частью из недостаточно подготовленных медиков, не сумевших найти для себя лучшую работу:14. Как отметил профессор Шеффилдского университета, специалист по истории психиатрии С. С. Джохл, состояние психиатрии в то время было, по современным стандартам, отвратительным. Психически больные содержались вместе с инвалидами в крупных лечебницах. Число стационарных больных в этих учреждениях выросло с 32 000 в 1904 году до 150 000 в 1965 году. Лечение сильно отличалось от современных подходов. Метод маляриятерапии к тому времени устарел, но эффективной замены ему не было. В качестве медикаментозных средств использовались соли брома (как успокоительное средство) и барбитураты. Методы воздействия на пациентов преследовали главным образом задачу подавления агрессии. С этой целью широко использовались инсулинокоматозная терапия, коразол и изобретённая в 1938 году итальянцем Уго Черлетти электросудорожная терапия. Для не поддающихся такому лечению случаев рекомендовалась психохирургия:20.
В 1950-е годы под влиянием изменений, происходивших в психиатрии Великобритании и США, в Италии также начинают ощущать необходимость реформ. В 1951 и 1953 годах в итальянский парламент поступали предложения о пересмотре закона 1904 года, которые, однако, не встретили поддержки, и их рассмотрение откладывалось. В 1964 году была организована Национальная конференция психиатров «Суд над психиатрической лечебницей», в ходе работы которой указывалось на необходимость изменений психиатрической системы, предлагались различные пути её реформирования; особое внимание при этом уделялось, в частности, территориальной модели организации психиатрической службы. В 1968 году в закон вносится поправка о добровольной психиатрической помощи и возможности амбулаторного оказания психиатрических услуг, однако перспектив реальных изменений всё ещё не было:69.

## Цель реформы
Реформа преследовала цель постепенно ликвидировать психиатрические больницы и предусматривала создание комплексной объединённой и надёжной общественной службы психиатрической помощи:665.
Цель общественной медико-социальной помощи — изменить считавшуюся долго приемлемой практику изоляции психически больных в крупных учреждениях, содействовать их интеграции в общество, создавая им условия, стимулирующие их социальную активность и в то же время способствующие тому, чтобы не подвергать их слишком значительным социальным воздействиям.
Основоположник реформ Франко Базалья определил их цель следующим образом: «Гуманизация жизни в психиатрической больнице рассматривалась не как цель сама по себе, а как лишь первый шаг: конечной целью была ликвидация самой психиатрической больницы. Данный проект был направлен на не то, чтобы просто „улучшить функционирование“ психиатрической больницы, а на то, чтобы заложить основу для её ликвидации».

## Ход реформы
Деинституционализация психиатрии в Италии началась в Триесте и затем была проведена в государственном масштабе. Вдохновителем и автором итальянской психиатрической реформы выступил итальянский психиатр Франко Базалья:664. Ещё до того, как Базалья начал реформу в Триесте, он реорганизовал психиатрическую больницу в Гориции, превратив её в терапевтическую общину.

### До принятия Закона 180

#### Реформа в Гориции

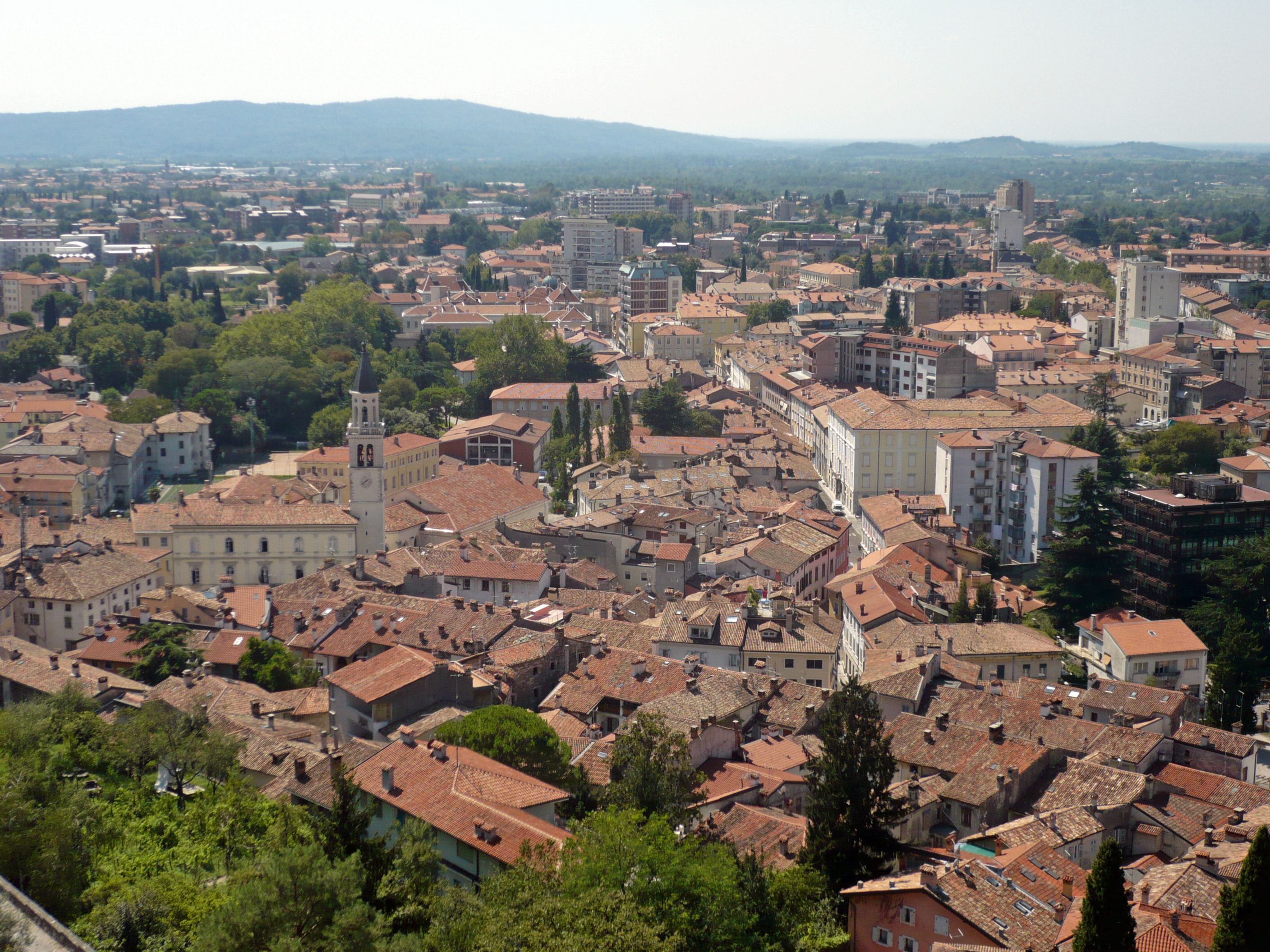
Гориция, город в итальянском регионе Фриули-Венеция-Джулия на границе со Словенией, административный центр провинции Гориция

Будучи с 1961 года директором психиатрической больницы в Гориции:217, Базалья занялся её реорганизацией,  первоначально опираясь на идеи Джонса Максвелла о терапевтической общине. Он направил усилия на ликвидацию системы принудительной изоляции, устранение традиционных барьеров между психически здоровыми людьми и душевнобольными и на развитие общественных служб, обеспечивающих проживание пациентов за пределами стационара. Символами данной инициативы в больнице стали отмена форменной одежды медицинского персонала и прекращение использования ключей. В результате больница была преобразована в учреждение с открытым доступом:71.
Условия жизни пациентов в психиатрической лечебнице Гориции улучшились, произошла гуманизация отношения персонала. Отказались от электросудорожной терапии, уменьшили или тщательно контролировали медикаментозное лечение. Отменили меры физического стеснения, у каждого пациента появился свой шкаф, где он мог хранить личные вещи. Было открыто кафе, в котором работали пациенты и которое стало местом встреч и собраний. Женщины начали пользоваться косметикой, мужчинам уже не брили голову наголо, и вместе с ухоженной внешностью к пациентам возвращалось их достоинство. Пациенты на равных общались с врачами, стали организовывать группы по интересам: мастерили, занимались рукоделием, спортом:233—234.
По предложению Базальи труд пациентов внутри больницы сделали оплачиваемым. Кроме того, многие из пациентов больницы стали работать за её пределами (в больнице они лишь жили). Ежедневно проводились общие собрания персонала и пациентов, на которых решались текущие проблемы и обсуждался ход реформы. Первоначально на собраниях творился хаос и неразбериха, каждый стремился высказаться, и пациенты стремились высказаться о своих личных проблемах. Порой звучали даже бредовые высказывания. Однако постепенно вместо личных проблем стали обсуждаться политические и социальные, и именно на этих собраниях были приняты большинство решений о дальнейшем ходе реформы, оценивались её предыдущие этапы:235—236.
К 1968 году больница в Гориции стала терапевтической общиной, а количество пациентов благодаря выписке поправившихся уменьшилось наполовину:236.
Тем не менее Базалья пришёл к выводу, что такого рода община представляет собой лишь мягкий вариант психиатрической больницы. Структура больницы, сами её стены всё ещё угнетали активность пациентов и препятствовали их социальной адаптации. Система открытых дверей только напоминала больным об их заточении и отвержении их обществом. Дальнейшие попытки Базальи продолжить эксперимент вызвали сопротивление местной организации, и поэтому уже в 1969 году Базалья постепенно отходит от реформы и покидает Горицию:237.

#### Парма
Став на короткое время в 1971 году главой психиатрической больницы в Колорно по приглашению Марио Томмазини, главы службы здравоохранения провинции Парма, Базалья при поддержке Томмазини повторяет там свой эксперимент с некоторыми нововведениями. Здесь перед Базальей остро встала проблема реинтеграции бывших пациентов в их собственные семьи. Обычно близкие больных очень неумело приспосабливались к вернувшемуся из больницы члену семьи, даже если в его психике и поведении и произошли изменения к лучшему. Базалье и его команде стала очевидна необходимость работы с семьями пациентов:238.
Добиться преобразований в Колорно оказалось крайне сложно из-за препятствий административного характера со стороны сформировавшейся в провинции Парма джунты левых, не поддерживавшей процесс деинституционализации. В 1971 году Базалья оставляет Парму. В это время в Италии уже развивалось антиинституциональное психиатрическое движение. В Парме после отъезда Базальи Томмазини продолжал реформу: в частности, организовал коммунарные дома для бывших пациентов больницы, содержавшие около 250 квартир, ферму, рабочие кооперативы — всё, необходимое для того, чтобы обеспечить интеграцию больных в общество:238.

#### Реджо-нель-Эмилия
Глава психиатрической больницы в Реджо-нель-Эмилии Джованни Джервис проводил реформу в принципиально ином, чем Базалья, направлении: в больнице он не предпринимал никаких коренных изменений, считая, что организация терапевтической общины или рабочих кооперативов пациентов в конечном счёте обернётся всё той же институциональной структурой. Напротив, он считал наиболее важным предотвратить госпитализацию, поэтому вся работа была сосредоточена за пределами психиатрической больницы:238—239.

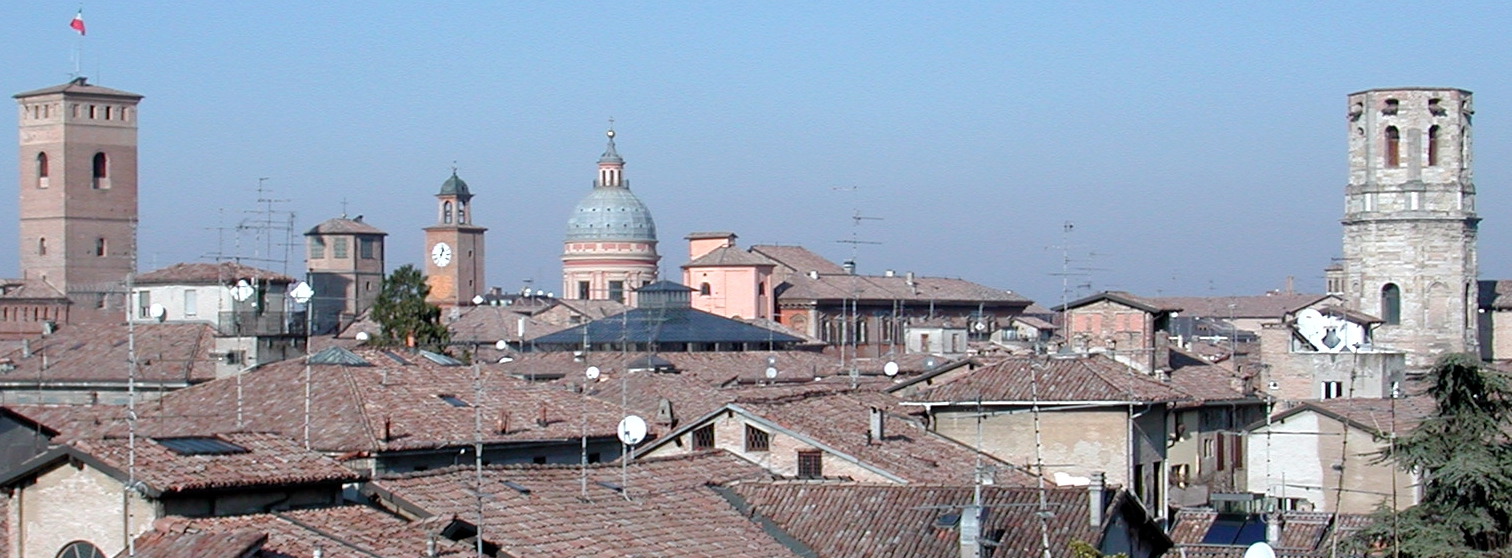
Реджо-нель-Эмилия, город в итальянской области Эмилия-Романья, центр провинции Реджо-нель-Эмилия

Действуя при поддержке местной администрации, Джервис сплотил вокруг себя команду единомышленников, в которую входили революционно настроенные психиатры, психологи, социальные работники; многие из них прибыли из других областей Италии или из других стран. Он также взял на работу прошедших медицинскую подготовку местных жителей. Команда была разделена на шесть групп по территориальному принципу и на седьмую, специализировавшуюся в области детской психиатрии и работавшую со школами. Внимание уделялось не только самим больным, но прежде всего их социальному окружению. Группы посещали родственников заболевших, их соседей, коллег и начальников. Много внимания уделялось и профилактике психических расстройств: в частности, активисты групп посещали фабрики и заводы, обсуждая там проблемы тревоги, напряжения, страха, рабочей усталости, предупреждая тем самым их разрастание до масштабов расстройства:239.
Команда Джервиса осуществляла свою деятельность начиная с 1969 года и до середины 1970-х годов, однако приблизительно с 1973 года внутренние изменения в местной администрации привели к тому, что поддержка эксперимента прекратилась. Постепенно был прекращён и сам эксперимент:239.

#### Ареццо
В городе Ареццо при поддержке местной администрации реформы проводил Агостино Пирелла, которому удалось совместить реформирование внутри и снаружи психиатрической больницы. Бывшим пациентам были предоставлены рабочие места, а медсёстры активно участвовали в коренных преобразованиях внутри больницы. Параллельно осуществлялось просвещение горожан, которые постепенно стали проникаться пониманием тяжёлого положения пациентов. В Ареццо открыли социальный центр, а психиатрическая больница постепенно закрылась. Однако выписанные из больницы пациенты столкнулись с проблемой нехватки жилья, и им пришлось вернуться в то здание, которое они оставили. Они организовали нечто вроде домашнего хозяйства и выращивали живность, создали клуб для гольфа и кафе, приносившее прибыль; устраивали киносеансы. Клуб для гольфа вскоре был официально признан в качестве спортивной ассоциации:239—240.

#### Перуджа
Начиная с 1965 года деинституционализация и гуманизация отношения к пациентам стали осуществляться и в психиатрической больнице в Перудже. Была позаимствована модель собраний, уже апробированная Базальей в Гориции; стали организовываться как совместные встречи пациентов со штатом больницы, так и встречи обитателей больницы с городскими жителями. Были открыты девять центров психического здоровья, однако в конечном счёте деинституционализация обернулась реинституционализацией. Команда, осуществлявшая реформы, придерживалась точки зрения, что психическое заболевание имеет свою специфику и требует специфического ответа, поэтому многие психиатры продолжили реформы организацией психоаналитически ориентированной групповой работы:240.

#### Реформа в Триесте
В августе 1971 года Франко Базалья стал директором провинциальной психиатрической больницы Святого Иоанна в Триесте. С группой молодых врачей, ещё не подвергшихся влиянию традиционной психиатрии, а также психологов, студентов и волонтёров он начал резкую критику теорий и практик института психиатрической больницы. В день его первого появления в психиатрической больнице численность её стационарных пациентов составляла 1182 человека, и для 840 из них лечение было недобровольным. Больница находилась в ведении администрации провинции, представленной джунтой левоцентристов во главе с Микеле Дзанетти (итал. Michele Zanetti). Дзанетти предложил и начал оказывать всестороннюю поддержку выдвинутому Базальей проекту ликвидации больницы и организации амбулаторной психиатрической помощи.

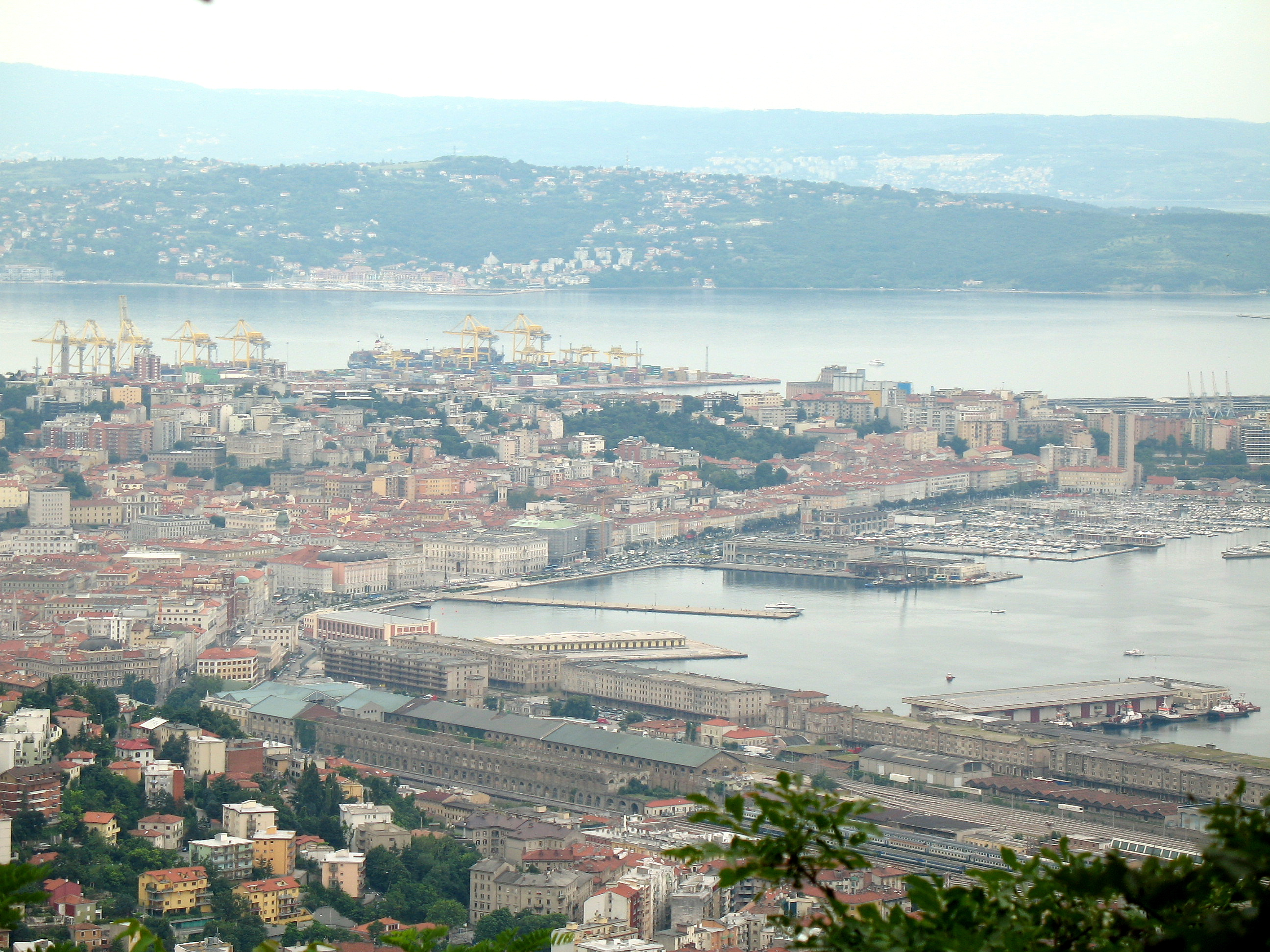
Триест, город в итальянском регионе Фриули-Венеция-Джулия, административный центр провинции Триест. Здесь в 1971 году Базалья начал работать и воплощать свой проект реформ психиатрии

Придя к Дзанетти, Базалья попросил дать ему возможность сформировать свою команду и представил план реорганизации местной психиатрической помощи в сочетании со значительным разукрупнением больницы посредством того, чтобы сделать её открытой и переустроить отделения. Он стремился покончить с её отделённым от города замкнутым миром, стараясь расширить его за счёт окружающей территории. Получив серьёзный опыт в Гориции и Парме, Базалья понял, что эксперимента по образцу терапевтических общин недостаточно: необходимо продвигать политический проект, который не ограничился бы гуманизацией среды в психиатрической больнице и простым изменением процесса её внутреннего функционирования, а поставил бы под вопрос само существование этой тотальной институции. Больницу в Триесте следовало закрыть. Также следовало создать сеть амбулаторных служб, которые предотвратили бы поток новых госпитализаций и обеспечили бы людям, отпущенным из психиатрической больницы, доступ к психиатрической помощи в соответствии с их потребностью в ней.
С 1971 по 1974 год усилия Франко Базальи и его группы были направлены на то, чтобы изменить принципы и правила, по которым осуществляется руководство учреждением, выразить сомнение в целесообразности иерархии, изменить отношения между персоналом и пациентами, наладить новые связи, создать помещения с новыми возможностями, а также вернуть свободу и права пациентам стационара. По мере того как в больнице происходили изменения, надзор сменялся уходом, институциональное отторжение — полным принятием на себя ответственности за пациента и его состояние, а пренебрежительное отношение к личности, связанное с представлением о заболевании как об опасности, сменялось отношением, при котором личной судьбе каждого стала придаваться ценность и значимость.
Запрещались шоковая терапия и все формы физического стеснения, убирались сетки и барьеры в палатах, открывались ворота и двери, вместо недобровольных госпитализаций оставались добровольные, отменялись пожизненные помещения в больницу, и таким образом пациентам возвращались гражданские и политические права.
Работа велась в двух направлениях: с одной стороны, действия были направлены на восстановление пациента, находившегося в стационаре длительное время, в правах как человека и как личности; с другой — на прерывание приводившей к новым госпитализациям спирали хронического развития заболевания путём максимально быстрых дегоспитализаций, а также на кризисное вмешательство с целью избежать отрыва человека от своей семьи, работы и социального окружения.
Для тех, кто был отпущен из больницы, но всё ещё был неспособен найти себе место для самостоятельной жизни в городе или ещё нуждался в опеке либо только в жилье перед возвращением в своё социальное окружение, была создана новая административная роль — «посетителя» («гостя», итал. ospite:242). Некоторые из «посетителей» работали в городе, но возвращались в больницу ночевать, другие были пожилыми или требовали за собой ухода. Для всех «посетителей» больница была настоящим домом, они могли работать и питаться за её пределами, но всегда приходили в неё ночевать:242.
Приоритетом стало изменение и улучшение жилых помещений пациентов (с домашней мебелью, интерьерами, созданными по индивидуальному вкусу и т. д.) и помещений общего пользования (гостиные, бар, клубы); отдельные комнаты, косметика и индивидуация отражали веяния времени. Предметы повседневного обихода, такие как зеркала, режущие предметы, шнурки и расчёски, вновь стали привычным явлением, и больничная одежда заменялась на обычную.
Восстанавливались трудовые книжки посетителей, чтобы они могли получать трудовые пенсии, предпринимались шаги для оформления социальных пенсий и пенсий по инвалидности, расширялось и улучшалось выделение финансовых средств отпущенным из психиатрической больницы пациентам, чтобы «предотвратить новые госпитализации или неблагоприятное развитие заболевания» (Резолюция администрации провинции 1972 года).
Поощрялись прогулки пациентов в городе, в то время как среди местного населения возникали нередкие дискуссии с критикой идеи «открытой» больницы. С целью обеспечить поддержку и предотвратить новые госпитализации возобновлялись отношения с семьями пациентов и организовывались визиты домой к тем, кто был отпущен из психиатрической больницы.
Для пациентов, находившихся в больнице длительное время и отпущенных из неё, организовывались первые группы постоянного пребывания (в бывших кабинетах директора, главного управляющего, главного врача психиатрической больницы, а также в городе). За ними ухаживали персонал и медсёстры, которые в результате тоже «освободились» из больничных палат.
Начались периодические собрания пациентов, а также ежедневные встречи больничного персонала и общие встречи всей группы с Франко Базальей. Команда Базальи наладила сотрудничество с художниками, скульпторами, музыкантами, артистами, кинематографистами:243. С целью сломать барьер отчуждения и вызвать у широкой публики желание посетить больницу на её территории организовывали вечеринки, концерты и выступления широко известных деятелей культуры, кинопоказы, театральные постановки, художественные выставки. Многие творили совместно с жителями больницы. На стенах появились граффити-лозунги, такие как «Психиатрия — это машина мирных преступлений!», иронические рисунки с призывными или обличающими надписями (например, «Подходи и получи свой электрошок вместе с нами, как завещал Пиночет»):243.
Бывшие пациенты больницы вместе с актёрами создали труппу театра кукол, которая устраивала представления на площадях и улицах города, рассказывающие об истории больницы и процессе её реформирования:243.
Команда Базальи подвергала критике трудотерапию — практику, обезличивающую человека, — и переход к использованию труда постоянных работников завершился в декабре 1972 года созданием трудового кооперативного объединения, имеющего около 60 рабочих мест. Пациенты, которые теперь были членами кооперативного объединения, продолжали заниматься уборкой палат, работой на кухне, в прачечной, в транспортных службах по постоянному коллективному договору, а уже не ради терапии, при которой «они были заняты» как пациенты стационара без каких-либо прав. Став шагом к прекращению использования труда пациентов в виде «трудотерапии», трудовой кооператив — первое трудовое объединение, в которое входили вначале стационарные пациенты психиатрической больницы, а в дальнейшем потребители психиатрических услуг и многие другие, — в 1973 году наконец получил юридическое признание. В том же году Триест был признан лучшим районом Италии по результатам мониторинга психиатрических служб в Европе, проведённого Всемирной организацией здравоохранения.
В целом процесс преобразования института был сложным и тяжёлым и проходил в обстановке, сопряжённой с многочисленными трудностями. В пределах больницы выявились проблемы, особенно с профсоюзами и медсёстрами, не чувствовавшими себя на рабочем месте достаточно защищёнными и испытывавшими серьёзные затруднения при отказе от традиционной роли «надзирателей», который был необходим для того, чтобы приобрести и проявить профессиональные качества. За пределами больницы имели место конфликты с организациями защиты пациентов и с прокуратурой в связи с выходом пациентов из больницы, видоизменением принудительных госпитализаций и отменой пожизненных заключений в больницу. Также возникали конфликты с местным населением, которое впервые было вынуждено контактировать со страданием, несчастьем, отличиями и отклонениями, ранее скрытыми благодаря психиатрической больнице и внутри неё. Но в Триесте наряду с конфронтацией начался процесс, который больше не мог быть проигнорирован или прерван.
С 1975 по 1980 год, в то время как в больнице продолжалась работа по внедрению изменений и освобождению пациентов, персонал стал проявлять потребность покидать стены учреждения и осуществлять социальное сопровождение пациентов, проведших в больнице длительное время, поддерживать их в каждодневных заботах, содействовать их возвращению в город, семью, в социальную структуру и учреждения, облегчить их связанное с заболеванием страдание в социуме, где оно формируется и проявляется.
С 1975 по 1977 год персонал оборудовал в провинции Триеста семь «наблюдательных пунктов» — центров психиатрической помощи. Они размещались в разных районах города и были рассчитаны на район охвата обслуживанием, составляющий около 40 000 человек. Будучи своего рода наблюдательными пунктами в обществе, созданными, чтобы отвечать потребностям пациентов, отпущенных из больницы, они представляли собой учреждения, являвшиеся альтернативой больнице при «несении бремени» и оказании помощи всем людям с психическими проблемами. Для острых пациентов создали специальное отделение, административно не относившееся к больнице:242.
В 1975 году были проведены выборы в местные органы самоуправления, в которых левоцентристский блок потерпел поражение. В 1976 году политическая обстановка явно ухудшилась, и эксперимент по ликвидации психиатрической больницы подвергался всё более резкой критике. Ухудшение было связано с административно-политическим кризисом, приведшим к смещению джунты Дзанетти, который, оказавшись в меньшинстве, был вынужден подать в отставку. На совместной пресс-конференции в январе 1977 года Дзанетти и Базалья объявляют о том, что психиатрическая больница будет закрыта к концу 1977 года:66. Даже несмотря на то, что во время этого заявления 32 пациента и 433 посетителя всё ещё оставались в больнице и отделение приёма и госпитализации острых пациентов по-прежнему функционировало, работа по ликвидации больницы усилилась. Тем самым было необходимо поддержать процесс, который больше не мог быть повёрнут вспять.
В феврале того же года при отделении экстренной медицинской помощи в больнице общего профиля была налажена работа круглосуточно принимающей вызовы службы в составе одного врача и двух медсестёр. Её цель — снизить количество недобровольных госпитализаций, улучшить кризисное и экстренное вмешательство и направить постоянно увеличивающееся количество людей, нуждающихся в помощи, непосредственно в центры психиатрической помощи, минуя психиатрическую больницу.

#### Другие города
Движение за деинституционализацию развивалось также в Неаполе, Ферраре, Порденоне и других городах Италии, но при этом сталкивалось с многочисленными проблемами, преодолеть которые в то время оно было не в состоянии. Уже к 1978 году, по некоторым данным, 10 из 20 итальянских провинций развивали в области психиатрической помощи стратегии терапевтических общин:240.
Сокращение количества стационарных больных в Италии в течение ряда лет имело следующую динамику:      
| 1968: 4633 | 1972: 3385 | 1976: 2684 |
| 1969: 4508 | 1973: 3037 | 1977: 2492 |
| 1970: 4054 | 1974: 2937 | 1978: 2176 |
| 1971: 3634 | 1975: 2834 | 1979: 1710 |

### Закон 180
С 1973 года вопрос о психиатрической реформе неоднократно обсуждался в парламенте, но дальше обсуждения дело так и не шло. В начале 1977 года Радикальная партия, широко известная своей борьбой за права человека, стала собирать подписи за проведение национального референдума по отмене ряда статей закона 1904 года о психиатрической помощи. В июне того же года в парламент были представлены свыше 700 тысяч подписей (для референдума достаточно было 500 тысяч). Так как проведение референдума, которое могло обусловить риск нарастания недовольства в адрес правящей партии, было крайне невыгодно правительству, правительство спешно начало готовить проект нового закона. В течение 1977 года большинство партий внесли в парламент свои предложения по реформированию итальянской службы здравоохранения:248.
Проект нового закона о психиатрической помощи (Закона 180) был внесен в парламент в апреле 1978 года и 13 мая принят при минимальном обсуждении и без разногласий; его принятие поддержали все парламентские партии:248. Переход от закона «О психиатрической помощи» 1904 года — в котором лицо с психическим заболеванием определялось через понятия «опасность для себя и окружающих» и «общественный скандал» и предусматривалось создание социального института психиатрических больниц с целью устранить, локализовать данную опасность — к реформистскому Закону 180 1978 года, которым утверждалось право лица, страдающего психическим заболеванием, на добровольную помощь в обществе, ознаменовался не только изменением в законодательстве, но изменением теории и практики. И он ознаменовался отказом от приравнивания психического заболевания к социальной опасности, предоставлением лицу с психическим заболеванием возможности занять социальное положение полноправного гражданина и запретом на строительство новых психиатрических больниц.
Важнейшие положения Закона 180 заключались в следующем:
1. Место оказания психиатрической помощи надлежало перенести из психиатрических больниц в общественные центры психиатрической помощи, впервые организованные по принципу деления на округа или районы, чтобы обеспечить связи и интеграцию со службами и общественными ресурсами.
2. Не должен был разрешаться приём новых пациентов в действующие психиатрические больницы. Также запрещалось строительство новых психиатрических больниц.
3. В больницах общего профиля следовало открыть психиатрические отделения с ограниченным количеством коек (не более 16). С учётом того, что такие отделения надлежало открыть в 320 больницах, количество койко-мест планировалось приблизительно равным 1 на 10 000 жителей[12].
4. Недобровольные госпитализации должны представлять собой исключительную меру вмешательства, применяемую лишь в случаях, когда амбулаторное лечение отвергается пациентом и когда в то же время невозможен доступ к соответствующим общественным службам.

Недобровольная госпитализация запрещена, пока не нарушен никакой закон; срок пребывания в психиатрических отделениях при обычных многопрофильных больницах не превышает двух недель, по истечении которых психиатрическое лечение проводится в обществе.

### После принятия Закона 180

#### Реализация закона в различных регионах Италии
Закон носил рекомендательный характер и настаивал лишь на постепенном отказе от психиатрических больниц, не предполагая одномоментного их упразднения, и постепенном переходе к сети центров психиатрической помощи. Поэтому в разных провинциях Италии реформирование проходило по-разному и в разные сроки:253; темпы внедрения Закона по стране различались также по той причине, что в каждом регионе имелась собственная местная политическая система управления, оказывавшее влияние на местную политику в здравоохранении и общественной жизни. Результатом этого было (и до сих пор остаётся) наличие стандартов различных по качеству услуг, предоставляемых пациентам в зависимости от того, где они проживают.
Процесс внедрения Закона усложнялся необходимостью предпринимать шаги одновременно в двух направлениях: с одной стороны, к постепенному закрытию психиатрических больниц и открытию психиатрических отделений в больницах общего профиля, а с другой — к созданию новых общественных центров психиатрической помощи. Ситуация в некоторых регионах была парадоксальной: открытие новых психиатрических отделений в больницах общего профиля не сопровождалось созданием новых служб в обществе в связи с недостатком политической воли. Как утверждается в British Medical Journal, в результате реализации Закона Базальи были закрыты большинство психиатрических лечебниц, где содержалось около 60 000 человек, но в то же время недостаточно средств выделялось на их лечение в местных сообществах. По словам автора статьи в British Medical Journal, часто пациентов просто выгоняли на улицу, где они пополняли ряды бродяг, либо отправляли в семьи, не желавшие принимать их. Между тем, согласно данным Центрального института статистики Италии, за время с 1978 по 1983 год количество коек в психиатрических больницах ежегодно уменьшалось в среднем на 4140 единиц, что соответствовало общеевропейским тенденциям. Показатели Национального исследовательского совета Италии свидетельствуют о сокращении количества недобровольно госпитализированных пациентов в период с 1977 по 1979 год на 58,9 % и о возрастании числа проходивших добровольное лечение на 32 %:254—255.
В действительности существует крайне мало конкретных данных о судьбе пациентов, освобождённых из психиатрических больниц. В частности, по официальной статистике известно, что в провинции Венето 60 % из них проживали в семье, 74 % работали или получали пенсию, 54 % получали областное социальное обеспечение, 84 % получали психотропную терапию, примерно 1 % совершили самоубийства:255. В то же время в статье, опубликованной в Psychiatric Bulletin, утверждается, что результат реформы «был предсказуем: воцарился хаос» и что итальянская психиатрическая реформа привела к всплеску самоубийств и смертей от голода, возникновению нового класса бродяг: abandonati.
За период с 1979 по 1997 год количество коек в психиатрических стационарах снизилось на 62,5%: с 85 741 до 32 126. В то же время примерно настолько же выросло количество пациентов, поступавших в психиатрические отделения больниц общемедицинского профиля: в 1979 году свыше 87 000 пациентов, в 1997 году свыше 137 000.
Статистика преступности среди лиц с психическими расстройствами не продемонстрировала прироста: с 1976 по 1978 год число пациентов в судебных психиатрических больницах увеличилось только на 3,5 %, а с 1980 по 1985 год снизилось на 5,6 % при общем увеличении заключённых на 32 %:255.
Закрытие психиатрических больниц привело к необходимости реабилитации, или, иными словами, деинституционализации, штата (как младшего и среднего персонала, так и врачей со степенями докторов медицины) психиатрических больниц, который весьма неохотно принимал изменения, связанные с работой в общественных центрах психиатрической помощи. По данным причинам общественные центры психиатрической помощи открывались с большой задержкой, особенно на юге Италии, в связи с тем, что процесс закрытия больниц шёл медленным темпом.
В то время как на севере Италии закон был принят достаточно активно, на юге он либо не выполнялся, либо психиатрические службы вообще функционировали в противоречии с ним. В 1978—1979 годах, по статистике Национального исследовательского совета, в Италии насчитывалось 564 территориальных центра психиатрической помощи, из них только 80 находились в южных провинциях. Те города, в которых ещё до принятия закона развивалось движение за деинституционализацию, осуществили реформу наиболее мягко и успешно:254.
Хотя закон был направлен в том числе на преодоление стигматизации лиц с психическими расстройствами и выработку более терпимого отношения к ним со стороны общества и хотя в некоторых провинциях была проведена обширная подготовительная работа, предубеждение против лиц с психическими расстройствами сохранялось. В частности, в больницах общесоматического профиля, куда теперь могли госпитализироваться пациенты с психическими расстройствами, персонал лабораторий отказывался проводить им анализы и держать их кровь вместе с кровью обычных больных:253.
С момента принятия Закона 180 в 1978 году итальянское законодательство о психиатрической помощи вызвало бурную дискуссию, в ходе которой оценивались его положительные стороны и критиковались отрицательные, а также обсуждались социально-политические аспекты. Но в международной дискуссии никогда не поднимался вопрос о том, что было сделано в рамках Закона 180 для того, чтобы облегчить участь психически больных людей, которые совершают преступления. Итальянский опыт демонстрирует, каким образом в случае, когда нельзя предложить никаких подходящих решений, можно обойти трудные вопросы. Итальянское законодательство делит психиатрическую помощь на два вида: в качестве кредита доверия оно предоставляет законопослушным лицам, страдающим психическими расстройствами, право отказаться от лечения и делает невозможными все дальнейшие госпитализации таких психически больных пациентов; в то же самое время оно позволяет помещать психически больных людей, нарушающих закон, в специализированные учреждения по приговору к тюремному заключению с нефиксированным сроком, в результате чего они лишаются всех гражданских прав.
Полная ликвидация системы государственных психиатрических больниц в Италии относится к 1998 году, когда была завершена реализация закона о психиатрической реформе.

#### Триест
В ноябре 1979 года руководство службами в Триесте принял на себя Франко Ротелли, преемник Базальи:17. В марте 1980 года начали постоянно — 24 часа в день, 7 дней в неделю — функционировать центры психиатрической помощи (ЦПП). В каждом центре имелось 8 коек, позволявших круглосуточно вести приём и обслуживание находившихся здесь пациентов и приезжавших жителей соответствующих районов. Центры функционировали в контакте с диагностико-терапевтическим психиатрическим отделением, открытым в соответствии с Законом 180 в больнице общего профиля. Впервые оно появилось в Триесте — в виде консультативной службы больницы, а также отделения экстренной медицинской помощи, где было 8 коек для непродолжительного или ночного пребывания.
В апреле 1980 года резолюцией местной администрации было официально признано и санкционировано прекращение функционирования психиатрической больницы и вместе с тем санкционирована организация новых общественных служб (центров психиатрической помощи), диагностико-терапевтического психиатрического отделения в больнице общего профиля, а в бывшей психиатрической больнице — службы для длительного пребывания пожилых пациентов. В то время менее 400 посетителей находились в бывшей психиатрической больнице, где продолжались их реабилитация и освобождение.
Находившаяся в центрах психиатрической помощи группа врачей, психологов, социальных работников и медсестёр при сотрудничестве с другими общественными службами вела интенсивную работу по амбулаторному и домашнему обслуживанию людей с психическими проблемами и их семей. В каждом центре психиатрической помощи имелась столовая для госпитализированных пациентов и пациентов дневного стационара, служба социальной поддержки, аптека, место для встреч и общения, а также для проведения мероприятий по реабилитации и интеграции в общество.
Днём центры психиатрической помощи были открыты с 8 часов утра до 8 часов вечера, и любой человек мог войти туда, не выполняя никаких бюрократических процедур или требований. Ночью центры обеспечивали приём ночных посетителей и обслуживались двумя медсёстрами.
Лица, нуждавшиеся в психиатрической помощи ночью, направлялись в психиатрическую службу в больнице общего профиля. На следующий день их история болезни направлялась, если было необходимо, в их местный центр психиатрической помощи.
С 1980 года по настоящий день цели работы группы в Триесте заключались в следующем: достичь большего и лучшего соответствия потребностям местного населения в медицинской помощи; укрепить связи со всеми существующими в регионе службами, как общественными, так и частными; улучшить предлагаемые услуги и проекты; увеличить число контактов с местными учреждениями и создать объединённые с ними сети услуг.
При содействии деятелей культуры, преподавателей гуманитарных дисциплин и специалистов были созданы также отделения по реабилитации, обучению и демонстрации работы. Когда в городе создали новые социальные кооперативные объединения для людей, обращающихся в центры психиатрической помощи, и молодёжи, также стало проявляться растущее внимание к обучению профессиям и трудоустройству.
При реабилитации и освобождении посетителей из бывшей психиатрической больницы Святого Иоанна продолжали использоваться помещения для отдельного и совместного проживания, а в дальнейшем первоначальная территория была обустроена по-новому и возвращена городу для использования в других целях.
В Триесте процесс деинституционализации привёл к полному восстановлению прав лица с психическим заболеванием, предоставлению ему возможности занять социальное положение полноправного гражданина и открыл дополнительные возможности для него, для тех, кто работает с ним, и, в конечном счёте, для всего общества.
Результатом этого в сфере государственного здравоохранения стал переход от надзора и изоляции — то есть от института психиатрической больницы — к поддержке, помогающей нести бремя страдания и заболевания и восстановить здоровье, пребывая в обществе.
Свойственные психиатрической больнице практики насилия и принуждения были заменены практиками, основанными на согласии, разделении ответственности и совместном существовании — всех элементах, составляющих основу психиатрической помощи. Равнодушие, безучастность и отсутствие межличностных отношений сменились близостью и участием.
Объектом работы тех, кто занят в сфере охраны психического здоровья, является уже не заболевание, а человек, который переживает и выражает психотравмирующую ситуацию в своем социальном окружении. Социальная опасность больше не связывается автоматически с заболеванием; вместо этого в качестве факторов, представляющих угрозу психическому благополучию, рассматриваются социальное окружение и отсутствие ответных действий служб. Хронизация больше не является неотъемлемым признаком пациента с психическим заболеванием, а представляет собой исторический артефакт, связанный с неприемлемыми методами работы служб и установленным порядком помещать человека в психиатрическую больницу.
В психиатрической практике ценность всё больше и больше придаётся индивидуальным различиям, развитию социальных связей и контактов, а также программ социальных кооперативных объединений.
Сегодня в департамент психиатрической помощи (ДПП) входит сеть следующих служб:
- 4 круглосуточно действующих центра психиатрической помощи, каждый из которых обслуживает около 60 000 человек. В каждом центре психиатрической помощи имеются в среднем 4 врача, 1 психолог, 20 медсестёр, 2 социальных работника и 8 коек для круглосуточного пребывания. Одно действующее отделение отведено под женский центр психиатрической помощи, который с 1992 года занимается отдельными вопросами, связанными со здоровьем женщин, и экспериментальным опробованием различных программ терапии и эмансипации. Каждый центр выполняет работу по профилактике, обслуживанию и реабилитации, осуществляя свои социальные функции посредством амбулаторного и домашнего обслуживания, социальной поддержки, трудоустройства, поддержки семьи, предоставления жилья и налаживания социальных связей.
- Диагностико-терапевтическое психиатрическое отделение, оказывающее преимущественно консультативные услуги отделениям экстренной медицинской помощи больниц общего профиля и другим отделениям этих больниц. В нём имеются 8 коек для ночного пребывания и госпитализации пациентов, которые нуждаются также в других видах медицинской помощи.
- Реабилитационная и жилищная служба координирует структуры, специально предназначенные для проведения обучения, реабилитации и социальной интеграции. В частности, ею управляются и координируются жилищные структуры департамента, работа и производственные помещения дневного центра, а также взаимодействие между департаментом и социальными кооперативными объединениями.

В службу психиатрической помощи входит 29 жилищных структур. В них размещается около 140 посетителей. Это пациенты, ранее подвергавшиеся длительной госпитализации, и те клиенты центров психиатрической помощи, кому необходимы поддержка в их повседневной деятельности или индивидуальный лечебно-реабилитационный курс.
Имеющиеся в дневном центре отделения для занятий ручным трудом, обучения, развития навыков самостоятельной жизни и демонстрации работы являются комплексными структурами, предназначенными для культурных мероприятий, общения, образования, обучения и развития навыков самостоятельности. Принимая участие в небольших групповых мероприятиях, проводимых здесь, люди приобретают умения, навыки работы, навыки общения и частично восстанавливают здоровье и умение строить взаимоотношения с другими.
В тесном контакте с департаментом работают, в различных сферах деятельности, 4 социальных кооперативных объединения. В них насчитывается свыше 200 работающих членов, более 50 % из которых относятся к категории риска или являются клиентами центра психиатрической помощи, проходящими профобучение. Профобучение и мероприятия по трудоустройству представляют собой существенную часть развития навыков самостоятельности.
С начала 80-х годов XX века служба, в состав которой входят сотрудники центра психиатрической помощи, действует в местной тюрьме. Её цель — обеспечивать непрерывность терапевтического процесса для нуждающихся в нём пациентов, отвечать на новые иски, поданные заключёнными гражданами, оспаривать и отменять направления в психиатрические больницы, где проводятся судебно-психиатрические экспертизы, и способствовать появлению мер, выступающих альтернативой тюрьме.
С департаментом психиатрической помощи сотрудничают три ассоциации — ассоциации волонтёров, родственников и взаимопомощи, проводящие специальную работу в сфере борьбы с развитием социального отторжения и в целях утверждения людей, страдающих психическими расстройствами, в гражданских правах.

## Результаты реформы
Реформа Базальи привела к следующим конкретным результатам:
- Деинституционализация психиатрии
- Ликвидация психиатрических больниц[1][19]:335
- Создание общественных центров психиатрической помощи
- Введение режима открытых дверей[20]
- Исключение понятия социальной опасности из закона о психиатрической помощи[6]:100[21]:968
- Предоставление законопослушным психически больным права отказаться от лечения, что делает невозможной их недобровольную госпитализацию[13]
- Ограничение срока госпитализаций двумя неделями[14]:15
- Отмена мер физического стеснения[22]:227
- Отмена шоковой терапии[22]:227
- Создание социальных кооперативных объединений
- Создание ассоциаций волонтёров, родственников и взаимопомощи
- Отмена трудотерапии
- Обучение профессии и мероприятия по трудоустройству
- Обеспечение занятости по коллективному договору
- Восстановление лиц с психическими расстройствами в гражданских правах
- Изменение отношения к лицам с психическими расстройствами в обществе
- Сокращение расходов на психиатрическую помощь более чем в два раза[7]

## Оценки
До настоящего времени Италия представляет единственный пример национальной политики и единственный случай особого закона о психиатрической помощи, когда общественная психиатрия была принята в качестве основы психиатрической помощи:94.
Джованна Руссо и Франческо Карели отмечают, что в 1978 году реформа Базальи, вероятно, не могла быть осуществлена полностью, поскольку общество было не подготовлено к такой новаторской и авангардной концепции психиатрии. Тридцать лет спустя стало более очевидно, что эта реформа отражает концепцию современного здравоохранения и современной социальной помощи пациентам с психическими заболеваниями. Итальянский пример проложил путь деинституционализации психически больных и создал образцы моделей новаторских и эффективных служб. Однако работа в Италии остаётся незавершённой. Из-за организационных и политических препятствий комплексная общественная психиатрическая служба по оказанию первой помощи была создана не везде.
В отчёте, подготовленном по итогам Европейской конференции Всемирной организации здравоохранения (январь 2005), отмечалось, что после принятия Закона 180 у пациентов появились более широкие возможности принимать непосредственное участие в жизни общества.
Кейт Тудор выделяет в итальянской психиатрической реформе два отдельных процесса — деинституционализацию и дегоспитализацию, отмечая, что деинституционализация предшествовала процессу дегоспитализации:100. Тудор подчёркивает, что процесс от деинституционализации к дегоспитализации не был связан с действиями администрации или чиновников:101, как свидетельствует доктор Джованна Дел Джудиче из департамента психиатрической помощи Триеста:

Администрация и руководство в Триесте всегда следовали за реальными изменениями, и закрытие больницы было связано не с действиями чиновников, а с совместными усилиями пациентов, психиатров, среднего и младшего медперсонала и общественности. Все они сообща работали над задачей добиться эмансипации и воспроизводства этих изменений в обществе, пользуясь бо́льшими или меньшими возможностями, насколько им позволял трудовой договор. Именно в этом заключалось различие между деинституционализацией в рамках экономической политики Рейгана и практикой и проектами деинституционализации, направленной на либерализацию человеческих ресурсов, рабочей силы, личности и независимости:101.